# Чистопольє (Котельницький район)
Чистопо́льє (рос. Чистополье) — село у складі Котельницького району Кіровської області, Росія. Адміністративний центр Чистопольського сільського поселення.
Населення становить 250 осіб (2010, 331 у 2002).
Національний склад станом на 2002 рік — росіяни 98 %.